# Woke Up Laughing
Woke Up Laughing —subtitulado como Adventures of Tropical Music: 1977-1997— es un álbum recopilatorio del cantante británico de rock Robert Palmer, publicado en 1998 por Metro Blue Records, una subsidiaria de Blue Note Records. Cuando Palmer fue contactado para publicar un nuevo compilado, él sugirió incluir canciones que había escrito basada en la música caribeña, africana y sudamericana. Por su parte, otras fueron remezcladas o regrabadas con dichos elementos para acercándolas al estilo worldbeat.

## Lista de canciones
| N.º | Título | Escritor(es)                                    | Duración |  |
| 1.  | «Housework»                                                                                                | Robert Palmer, Stephen Fellows                  | 3:11     |  |
| 2.  | «Charanga» (versión alternativa de «Charanga», lado B del sencillo «She Can Rock It» de The Power Station) | Palmer, Andy Taylor, John Taylor, Tony Thompson | 6:55     |  |
| 3.  | «Woke Up Laughing 79/89» (la sección entre el minuto 1:49 al 5:32 se grabó en 1989)                        | Palmer                                          | 5:31     |  |
| 4.  | «Aeroplane»                                                                                                | Palmer                                          | 3:01     |  |
| 5.  | «History»                                                                                                  | Palmer                                          | 4:29     |  |
| 6.  | «What's It Take?»                                                                                          | Palmer                                          | 3:23     |  |
| 7.  | «Pride» | Palmer                                          | 3:50     |  |
| 8.  | «Chance»                                                                                                   | Palmer, Alan Mansfield, Saverio Porciello       | 2:33     |  |
| 9.  | «Honeymoon»                                                                                                | Palmer                                          | 2:17     |  |
| 10. | «Best of Both Worlds» (remezcla)                                                                           | Palmer                                          | 4:09     |  |
| 11. | «Monogamy» (remezcla)                                                                                      |                                                 | 4:12     |  |
| 12. | «Honey Bee»                                                                                                | Palmer                                          | 5:38     |  |
| 13. | «Casting a Spell» (remezcla)                                                                               | Palmer                                          | 3:48     |  |
| 14. | «Between Us» (remezcla con voces alternativas)                                                             | Palmer                                          | 4:53     |  |